# Nerdcore hip hop
Nerdcore é um subgênero do hip-hop caracterizado por temas que são considerados de interesse dos nerds, embora ele possa tratar de outros temas também. MC Frontalot se auto-proclama um músico do nerdcore, tendo ele sido o criador do termo em 2000 com a música "Nerdcore Hip-hop". Frontalot, assim como a maioria dos artistas de nerdcore, possui um trabalho independente e distribuiu uma grande parte dele de graça na internet. 